# Phrynarachne tuberosula
Phrynarachne tuberosula là một loài nhện trong họ Thomisidae.
Loài này thuộc chi Phrynarachne. Phrynarachne tuberosula được Ferdinand Karsch miêu tả năm 1880.